# ساب سافاری
ساب ام‌اف‌آی-۱۵ سافاری که با نام ساب ام‌اف‌آی-۱۷ ساپورتر نیز شناخته می‌شود، یک هواپیمای آموزشی ملخی است که توسط چندین نیروی هوایی استفاده می‌شود.

## کاربران

### MFI-17 ساپورتر
دانمارک

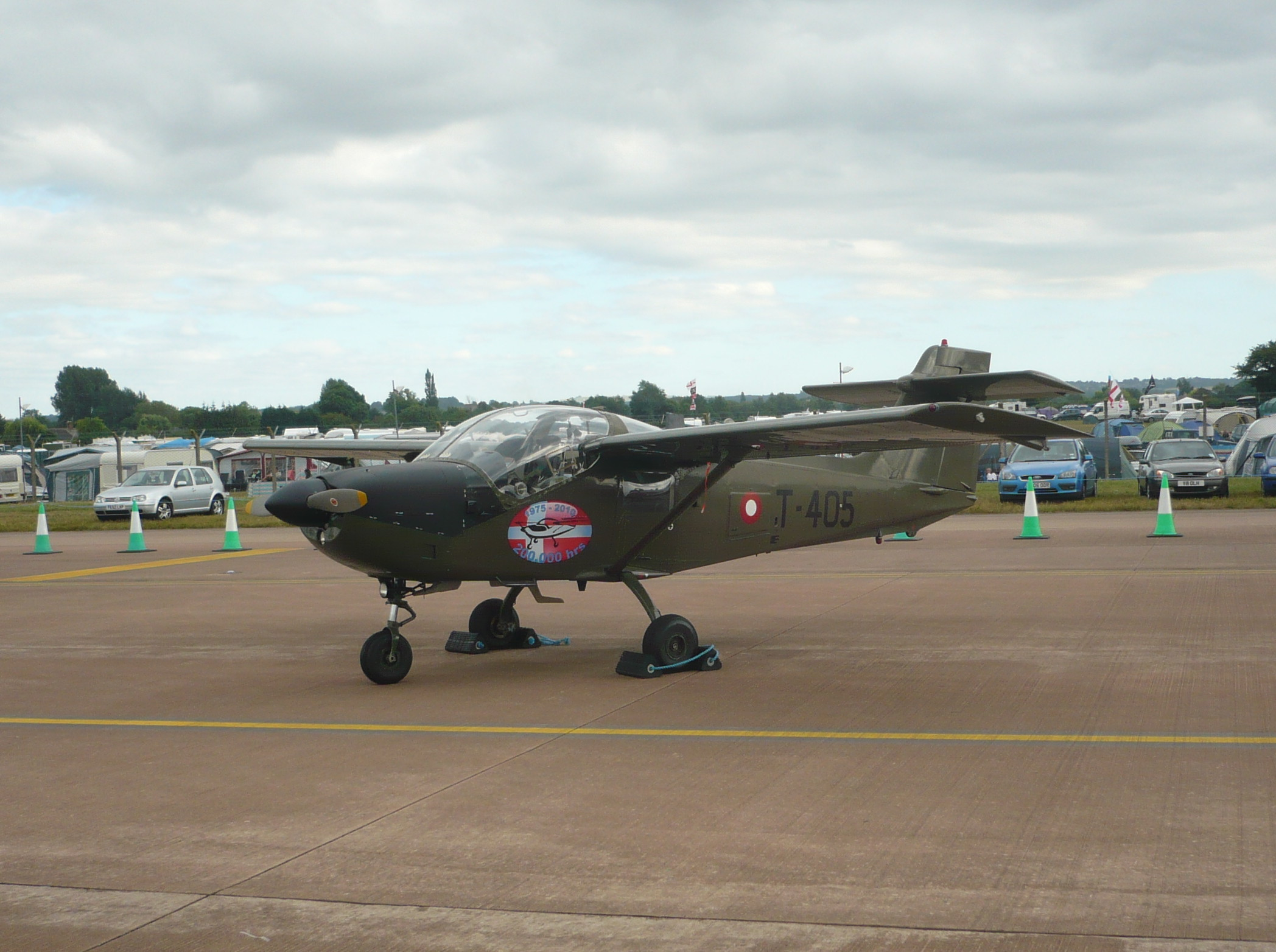
T-17 نیروی هوایی سلطنتی دانمارک

- نیروی هوایی سلطنتی دانمارک - ۳۲ فروند[۱]

 نروژ
- نیروی هوایی سلطنتی نروژ - ۱۶ فروند

 پاکستان
- نیروی هوایی پاکستان - ۲۸ فروند تحویل توسط ساب، ۹۲ فروند مونتاژ شده به صورت سی‌کی‌دی

#### کاربران پیشین
سیرالئون
- نیروهای مسلح سیرالئون - ۲ فروند

 زامبیا
- نیروی هوایی زامبیا - ۲۰ فروند

## مشخصات فنی (سافاری)
داده‌ها از Jane's All The World's Aircraft 1976–77
ویژگی‌های عمومی
- خدمه: ۲ (خلبان و دانشجو)
- ظرفیت: ۱ نفر مسافر
- طول: ۷٫۰۰ متر (۲۳ فوت ۰ اینچ)
- پهنای بال: ۸٫۸۵ متر (۲۹ فوت ۰ اینچ)
- ارتفاع: ۲٫۶۰ متر (۸ فوت ۶ اینچ)
- مساحت بال‌ها: ۱۱٫۹۰ متر مربع (۱۲۸٫۱ فوت مربع)
- وزن خالی: ۶۴۶ کیلوگرم (۱٬۴۲۴ پوند)
- وزن ناخالص: ۱٬۲۰۰ کیلوگرم (۲٬۶۴۶ پوند)
- ظرفیت سوخت: ۱۹۰ لیتر (۴۲ گالون بریتانیایی؛ ۵۰ گالون آمریکایی)
- پیشرانه: ۱ عدد موتور ۴ سیلندر تخت هوا خنک Lycoming IO-360-A1B6, ۱۵۰ کیلووات (۲۰۰ اسب بخار)
- ملخ‌ها: دوملخه Hartzell HC-C2YK-4F/FC7666A-2 constant speed propeller

عملکرد
- حداکثر سرعت: ۲۳۶ کیلومتر بر ساعت (۱۴۷ مایل بر ساعت، ۱۲۷ گره) بر سطح دریا
- سرعت کروز: ۲۰۸ کیلومتر بر ساعت (۱۲۹ مایل بر ساعت، ۱۱۲ گره)
- سرعت واماندگی: ۱۰۷ کیلومتر بر ساعت (۶۶ مایل بر ساعت، ۵۸ گره) flaps down, power off
- بیشینه سرعت مجاز: ۳۶۵ کیلومتر بر ساعت (۲۲۷ مایل بر ساعت، ۱۹۷ گره)
- مداومت پروازی: ۵ ساعت ۱۰ دقیقه
- حداکثر ارتفاع: ۴٬۱۰۰ متر (۱۳٬۵۰۰ فوت)
- نرخ صعود: ۴٫۱۰ متر بر ثانیه (۸۰۷ فوت بر دقیقه)
- مسافت برخاست تا ۱۵ متر (۵۰ فوت): ۳۸۵ متر (۱٬۲۶۳ فوت)
- مسافت فرود از ۱۵ متر (۵۰ فوت): ۳۹۰ متر (۱٬۲۸۰ فوت)